# Sjaak Troost
Jacob "Sjaak" Troost (født 28. august 1959 i Rotterdam, Holland) er en tidligere hollandsk fodboldspiller (forsvarer), og europamester med Hollands landshold fra EM i 1988.

## Karriere
Troost spillede hele sin karriere, fra 1978 til 1992, hos Feyenoord i hjembyen Rotterdam. I sin tid i klubben var han med til at vinde ét hollandske mesterskab og fire pokaltitler. I alt nåede at spille 325 ligakampe for holdet.
Troost spillede desuden fire kampe for det hollandske landshold. Han var en del af den hollandske trup, der vandt guld ved EM i 1988 i Vesttyskland, men kom dog ikke på banen i turneringen.

## Titler
Æresdivisionen
- 1984 med Feyenoord

KNVB Cup
- 1980, 1984, 1991 og 1992 med Feyenoord

EM
- 1988 med Holland